# Juha Pasoja
Juha Pasoja (Kemi, 16 de novembro de 1976) é um futebolista finlandês.